# Diakonia
Diakonia är en gemensam biståndsorganisation för Alliansmissionen och Equmeniakyrkan, som grundades i ett biståndssamarbete 1966 som permanentades i organisationen Frikyrkan hjälper. Diakonia är en av de 14 ramorganisationer som får anslag från Sida, och man arbetar idag i ett 30-tal länder tillsammans med cirka 400 lokala samarbetspartners. Centrala arbetsområden är demokratisering, mänskliga rättigheter, jämställdhet, ekonomisk och social rättvisa samt fred och försoning.

## Historik
Diakonia har sina rötter i ett samarbete som upprättades 1966 av ett antal frikyrkor i Sverige för att organisera gemensamma hjälpinsatser till Indien, som då led av svår torka. Ytterligare gemensamma biståndssatsningar anordnades efter sexdagarskriget i Mellanöstern 1967 och efter svåra översvämningar i Bangladesh 1970. Efter dessa katastrofinsatser beslöt sig kyrkorna för att satsa på ett mer långsiktigt bistånd- och utvecklingsarbete som ledde till att organisationen Frikyrkan hjälper bildades. Frikyrkan hjälper bytte 1984 namn till Diakonia.
Mellan 1969 och 1991 var Diakonia en kommitté inom Sveriges Frikyrkoråd men 1991 blev organisationen fristående med fem frikyrkliga samfund, Alliansmissionen, Evangeliska Frikyrkan, Metodistkyrkan, Baptistsamfundet och Missionskyrkan, som huvudmän. Evangeliska Frikyrkan lämnade sitt huvudmannaskap 2011, och de tre sistnämnda samfunden gick 2011 samman under namnet Gemensam Framtid som benämns Equmeniakyrkan sedan 2013.
De övergripande mål som 1969 beslutades innebar att stödet skulle riktas till de personer som var i störst behov av det, oavsett religiös tillhörighet. Man beslutade även att Diakonia inte skulle starta egna projekt och systerorganisationer utan samarbeta med redan befintliga organisationer i de länder där man arbetar.

## Arbete

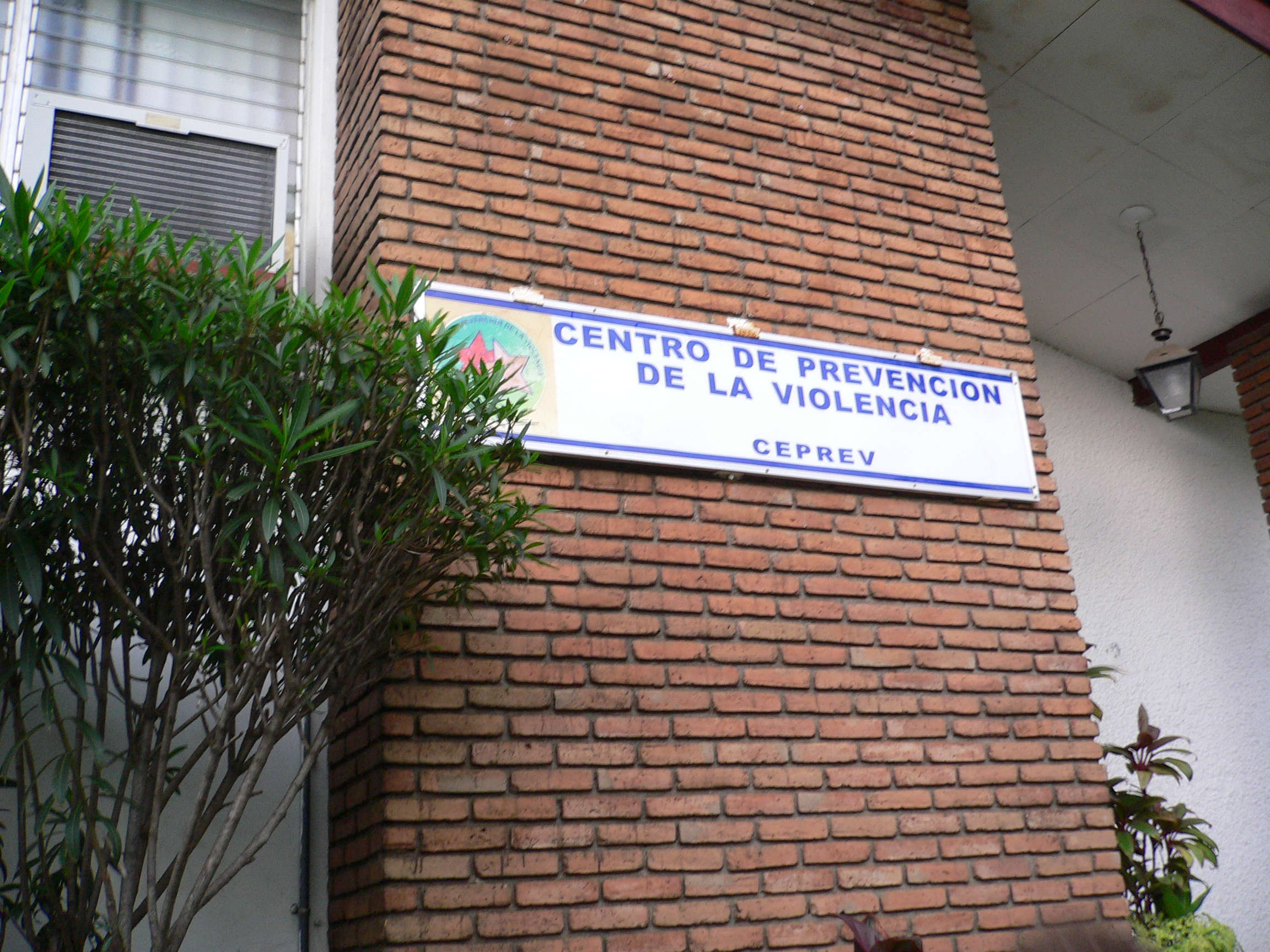
CEPREV, Centro de prevención de violencia, är en av Diakonias samarbetspartners som bland annat arbetar med att motverka gängvåld i Managua, Nicaragua.

Namnet Diakonia härleds från termen diakoni som betyder omsorg eller tjänst och ofta åsyftar kyrkans sociala arbete i världen. Diakonia bedriver inga egna projekt utan stöttar redan befintliga organisationer i länderna där organisationen verkar. Diakonia ger huvudsakligen stöd till organisationer i sin helhet snarare än till enskilda projekt. Vid naturkatastrofer och liknande ingriper Diakonia enbart då de har redan etablerade lokala samarbetspartners som har en förankring i folket.
Diakonia, såväl som Svenska kyrkan, ingår i ACT Alliance (Action by Churches Together), som är ett globalt samarbete mellan kyrkor och organisationer verksamma inom katastrofinsatser, utveckling och påverkan.
Sedan 2010 arbetar Diakonia utifrån eldsjälskonceptet. Diakonia beskriver en eldsjäl som en människa som brinner för förändring, och som modigt jobbar tillsammans med andra för att människor som lever i fattigdom ska få makt över sina liv. Eldsjälskonceptet lyfter fram långsiktigheten i Diakonias utvecklingsarbete, och att kontinuerligt stöd till människor och organisationer gör det möjligt för dem att göra skillnad i sitt påverkansarbete.

## Volontärer och publikationer
Diakonias organiserade volontärgrupper finns i Stockholm, Göteborg, Uppsala, Lund, Umeå och Jönköping. Grupperna har studiecirklar, anordnar aktioner och informerar om Diakonias arbete. Volontärerna har även en egen blogg och deltar i mobiliseringskampanjer.

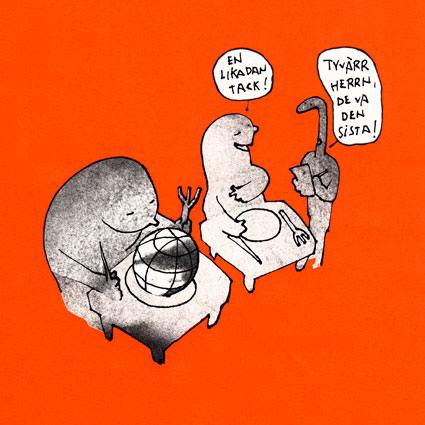
I Diakonias numera nedlagda tidning Dela Med syntes information om föreningens verksamhet, liksom bilder från olika bidragsgivare. Här är en "restaurangscen" från 2008, signerad Ulf Frödin.

Diakonia sprider information om sin verksamhet genom sina nyhetsbrev och sociala medier.

## Ekonomi
Under 2020 uppgick intäkterna till drygt 558 miljoner kronor, av dessa användes 91 procent till sitt ändamål. Insamlade medel under samma år var 71 miljoner kronor, och insamlingskostnaderna var ungefär 10 procent av denna summan. I slutet av 2019 uppgick generalsekreterarens bruttolön till 63 800 kronor i månaden.

## Generalsekreterare
- Per Arne Aglert 1971–1979 (direktor i Frikyrkan hjälper)
- Karl-Axel Elmqvist 1979–1994 (verkställande sekreterare i Frikyrkan hjälper, från 1984 generalsekreterare i Diakonia)
- Bo Forsberg 1994–2017
- Georg Andrén 2017–2019
- Johan Romare 2019—2020 (tillförordnad)
- Lena Ingelstam 2020–2022
- Mattias Brunander 2022— (tillförordnad)